# Марк Марций Мацер
Марк Марций Мацер (на латински: Marcus Marcius Macer) е сенатор на Римската империя през 1 век.
През 95 г. e curator viae Appiae на пътя Виа Апия, през 98 г. легат (legatus Augusti pro praetore) на Далмация и проконсул на Бетика. През март и април 100 г. той е суфектконсул заедно с Гай Цилний Прокул.